# Star 28/29
Star 28 и Star 29 — среднетоннажные грузовые автомобили производства завода грузовых автомобилей «Star» в городе Стараховице (ПНР). Вытеснены с конвейера моделью Star 200.

## История
Впервые автомобили семейства Star 28/29 были представлены в 1968 году. Представляют собой модернизацию предшественников Star 25 и Star 27.
Автомобили оснащены дизельным двигателем внутреннего сгорания Star S350A1 (Star 28) и бензиновым Star S47A (Star 29).
Кабина разработана французской компанией Chausson.
На шасси автомобилей Star 28 и Star 29 выпускались также тягачи Star C28, гидроманипуляторы Star Z28, самосвалы BW 28 и специальные фургоны. В Польской армии эксплуатировалось 9056 моделей.
Производство автомобиля Star 29 завершилось в 1983 году, а производство автомобиля Star 28 было продлено до 1989 года.

## Технические характеристики
| Обозначение                  | Star 28 | Star C28 | Star Ż28 | Star 29 |
| ---------------------------- | ------- | -------- | -------- | ------- |
| Грузоподъёмность             | 5000 кг | н.д.     | н.д.     | 5000 кг |
| Масса шасси                  | 4140 кг | 3670 кг  | 3320 кг  | 3960 кг |
| Масса транспортного средства | 4290 кг | 3670 кг  | н.д.     | 3845 кг |
| Полная масса                 | 9290 кг | 14510 кг | 9270 кг  | 9100 кг |
| Масса прицепа                | 5250 кг | н.д.     | н.д.     | 5250 кг |
| Колёсная база                | 3400 мм | 3000 мм  | 3400 мм  | 3400 мм |
| Площадь кузова               | 9,9 м²  | н.д.     | н.д.     | 9,9 м2  |
| Максимальная скорость (км/ч) | 81      | 76       | 40       | 81      |
| Расход топлива (л/100 км)    | 20,8    | 29       | 20,8     | 37,5    |

## Галерея

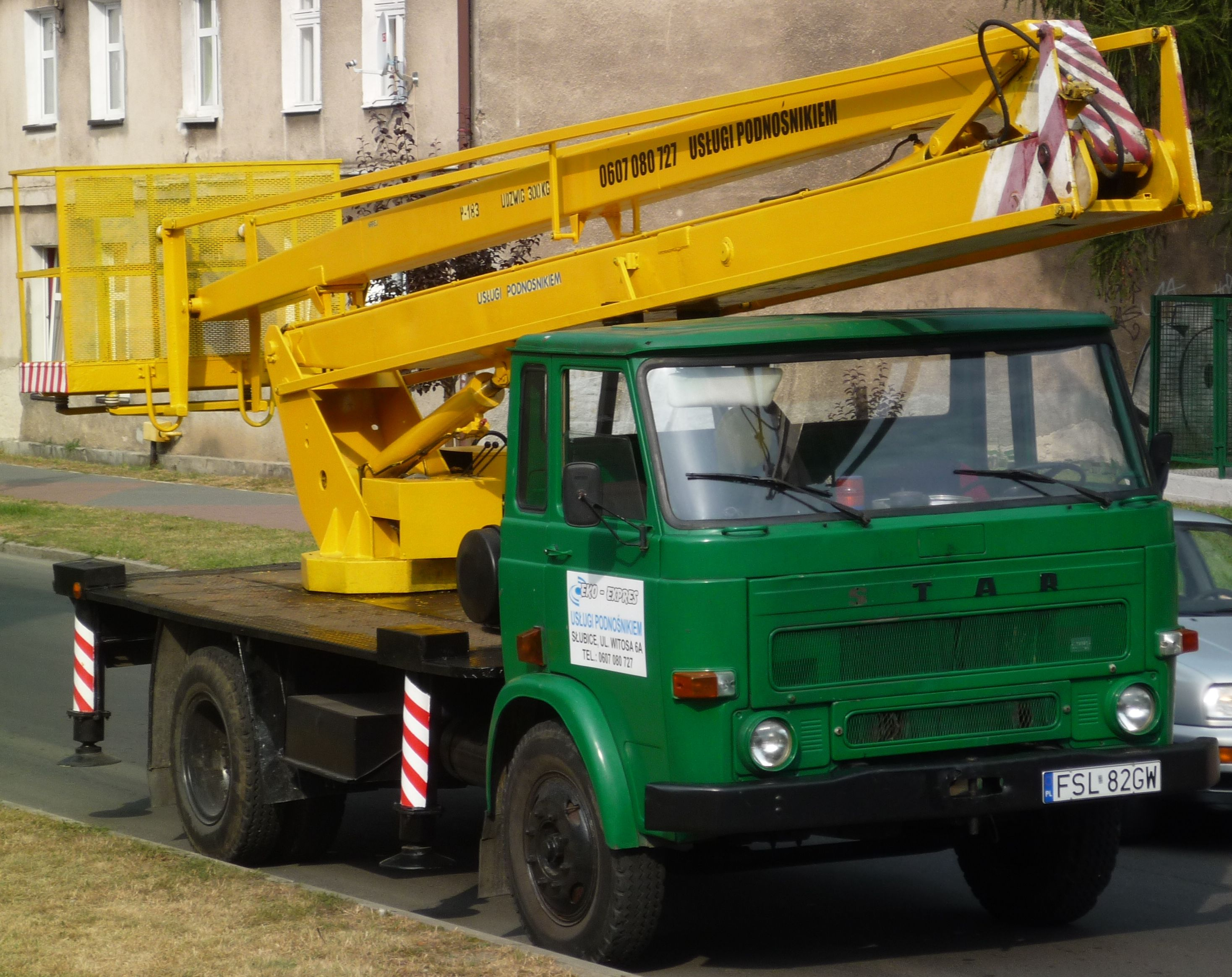
Автовышка на шасси Star 29
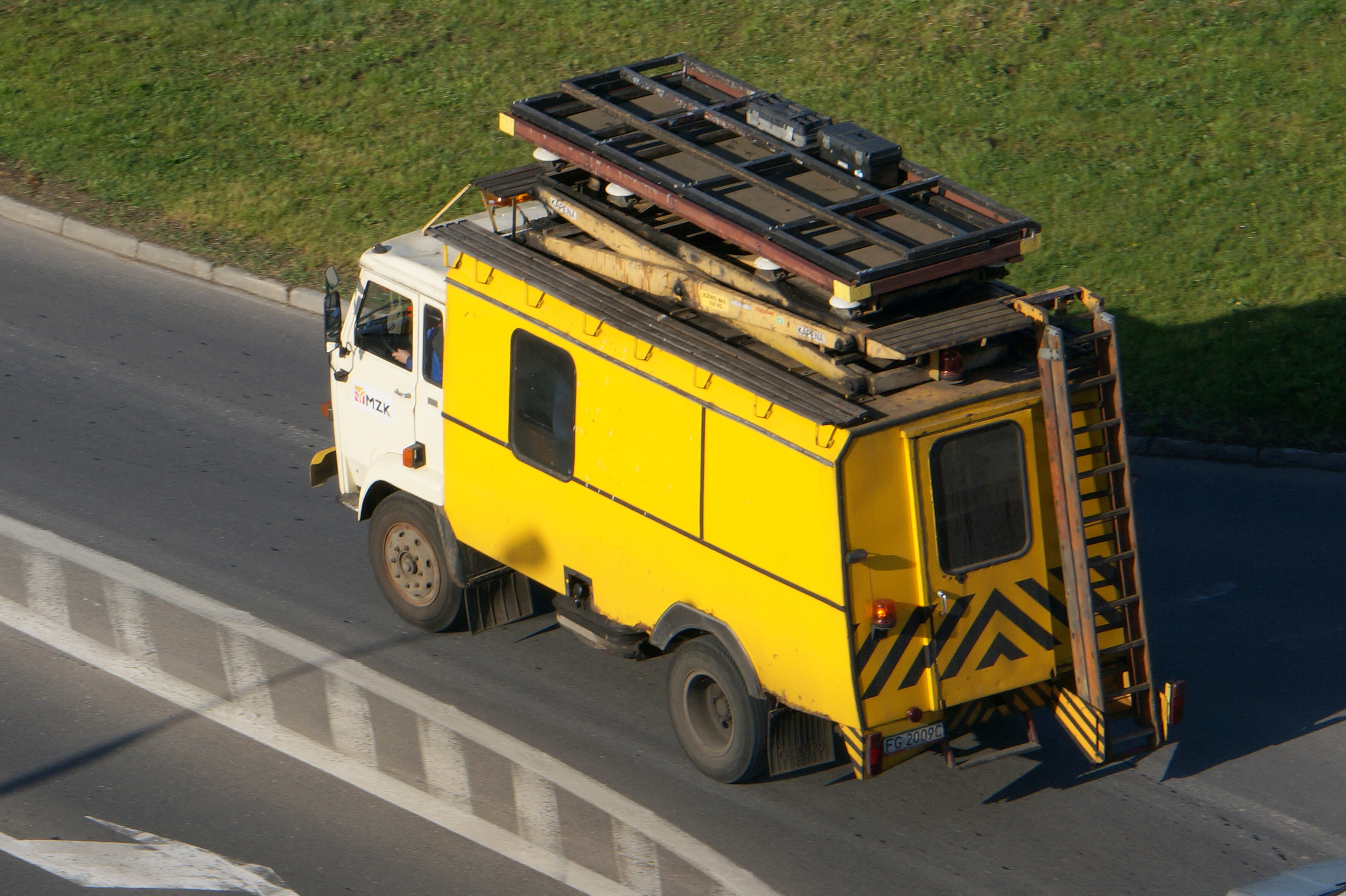
Star SWN11